# Positively 4th Street
Singles de Bob Dylan
Like a Rolling Stone Can You Please Crawl Out Your Window?
Positively 4th Street est une chanson écrite et interprétée par Bob Dylan, enregistrée pour la première fois par Dylan à New York le 29 juillet 1965. Éditée en single par Columbia Records le 7 septembre de la même année, elle atteint la première place des charts canadiens, la septième aux États-Unis (classement Billboard Hot 100), et la huitième place au Royaume-Uni,,. Le magazine Rolling Stone l'a classée à la 203e position de sa liste des 500 plus grandes chansons de tous les temps.
Ce single, édité entre Highway 61 Revisited et Blonde on Blonde et succédant à Like a Rolling Stone, n'est paru sur aucun de ces deux albums. Son titre n'apparaît nulle part dans les paroles, alimentant les débats sur le sens caché de la chanson ou les personnes qu'elle vise. Dylan a habité un moment dans une 4th Street à Manhattan.

## Enregistrement et sortie
La majeure partie de Positively 4th Street a été enregistrée le 29 juillet 1965, durant les sessions d'enregistrement ayant pris place entre la mi-juillet et début août d'où sont issus tous les titres de l'album Highway 61 Revisited. Il est le dernier titre enregistré ce jour-là, après d'autres chansons comme It Takes a Lot to Laugh, It Takes a Train to Cry et Tombstone Blues,. Le groupe jouant sur Positively 4th Street se compose alors de Robert Gregg (percussions), Russ Savakus (basse), Frank Owens (piano), Al Kooper (orgue) et Mike Bloomfield (guitare). La chanson était à la base inscrite dans les registres des enregistrements prévus sous le titre de travail Black Dalli Rue.
Enregistrée en même temps que Highway 61 Revisited, la chanson est cependant laissée de côté pour une sortie en single, et elle se classe dans le Top 10 des deux côtés de l'Atlantique. Quelques copies paraissent avant la sortie officielle du single, avec une version inédite de Can You Please Crawl Out Your Window? (le single suivant de Dylan) en face A au lieu de Positively 4th Street. Le critique musical Dave Marsh (en) décrit élogieusement le titre, avec « un Dylan donnant libre cours à sa langue acerbe et acide, pulvérisant la personne qui a eu le malheur de contrevenir à ses désirs ». Par la suite, la chanson apparaît sur les compilations Bob Dylan's Greatest Hits (version américaine), Masterpieces, Biograph, et The Essential Bob Dylan. Elle apparaît également dans le film de Todd Haynes I'm Not There.
En 1989, un promoteur de musique de Bristol achète un vieux jukebox KB Discomatic qui avait appartenu à John Lennon vers le milieu des années 60. Parmi les 41 singles que contient la machine se trouve une copie de Positively 4th Street. La chanson apparaît ainsi sur la compilation John Lennon's Jukebox, éditée pour promouvoir la vente du jukebox et la sortie d'un documentaire sur ce même jukebox dans le magazine téléviséThe South Bank Show.

## Structure musicale et paroles
La chanson, comme la plupart de Dylan, suit une ligne d'accords et une structure mélodique relativement simple. Comme Richie Unterberger l'a fait remarquer dans son article paru sur le site AllMusic, les paroles de Positively 4th Street sont d'une violence et d'une méchanceté sans compromis. Dylan commence par cibler une personne non identifiée (seulement nommée par l'emploi de la deuxième personne du singulier) en lui disant qu'elle a pas mal de culot pour lui dire qu'elle est son ami, puis il se lance dans une longue liste d'exemples de sa malhonnêteté et de son hypocrisie. Alors que les paroles sont clairement négatives et violentes, l'orgue dominant l'ensemble musical joue un air folk-rock insouciant. La mélodie est assez répétitive et ne dévie pas de la ligne mélodique imprimée sur les quatre premiers vers de la chanson. De plus, la chanson n'a pas de refrain clairement identifiable et le titre ne se retrouve nulle part dans les paroles. Le fondateur du magazine Crawdaddy!, Paul Williams, remarque que les paroles sont directes et impersonnelles, à l'opposé de l'univers riche et poétique de la plupart des autres compositions contemporaines de Dylan. La chanson peut ainsi être vue comme une lettre ouverte destinée aux cibles présumées de Dylan, qui utiliserait les ondes radio et le Top 40 comme moyens de communication.
Les paroles de Positively 4th Street sont acides et moqueuses, ce qui permit à l'époque de sa sortie de la comparer avec Like a Rolling Stone, aux accents similaires. En effet, le journaliste Andy Gill la décrit comme « le second souffle d'une dispute unilatérale, reprenant trait pour trait la structure du titre précédent, tant dans la mélodie que dans l'atmosphère ».

## Inspiration et signification de 4th Street
Plusieurs hypothèses ont été émises pour savoir précisément à quelle 4th Street le titre fait référence, et un bon nombre d'experts et de fans pensent même qu'il en existerait en fait plus d'une seule. 4th Street, à New York, se situe au cœur du quartier résidentiel de Greenwich Village, où Dylan vécut un temps. Au début des années 1960, Greenwich Village fut un haut lieu de la renaissance folk américaine, représentée alors par Dylan et de nombreux autres compositeurs-interprètes tout aussi importants. Cependant, la chanson pourrait également faire référence au séjour de Dylan à l'université du Minnesota à Minneapolis, où l'on pouvait trouver une 4th Street S.E., l'une des deux principales artères traversant le campus, coupant le carrefour connu sous le nom de Dinkytown, où Dylan a vécu et s'est produit à plusieurs reprises.
Cette chanson est souvent présentée comme visant et ridiculisant les habitants de Greenwich Village, qui critiquaient Dylan et son changement de style musical, passant de la musique folk traditionnelle au rock électrique. De nombreux habitants de Greenwich Village appréciant particulièrement la musique folk, et qui avaient été de bons amis de Dylan, prirent très mal cette chanson et la ressentirent comme un affront direct. Une personnalité connue du Village, Izzy Young, qui dirigeait alors le Folklore Center, répondit ceci à cette accusation :

« Pas moins de 500 personnes vinrent chez moi [au Folklore Center] et me demandèrent si cette chanson parlait de moi. Je ne sais pas si c'était le cas, mais ce n'était pas juste. Je vis dans le Village depuis maintenant 25 ans. Je suis un des représentants du Village, il existe bien quelque chose derrière le Village. Dave Van Ronk vivait encore dans le Village. Dylan est arrivé ici, a profité de nous, a utilisé ce que lui avait été offert, puis il est reparti, encore plus acide. Il a écrit une chanson acide, méchante. C'est lui qui a décidé de partir. »

Les autres cibles potentielles de cette œuvre et de sa violence sont : Irwin Silber, l'éditeur du magazine Sing Out! et grand critique du changement de style de Dylan, qui aurait délaissé la traditionnelle musique folk ; Tom Paxton, qui avait critiqué l'émergence de la nouvelle scène folk rock de l'époque dans un article paru dans Sing Out! daté de l'automne 1965, intitulé Folk Rot, « la pourriture du folk » (mais Dylan a écrit et enregistré Positively 4th Street des mois avant la parution de cet article) ; Phil Ochs fut également proposé comme une cible potentielle dans le livre de Michael Schumacher There For Fortune: The Life Of Phil Ochs, après que Dylan s'emporta contre la critique de Ochs concernant la chanson Can You Please Crawl Out Your Window?, ce qui - suppose-t-on - poussa Dylan à jeter Ochs hors de sa limousine (encore une fois, cet incident a eu lieu après l'enregistrement de Positively 4th Street, en septembre 1965), ; l'ancienne petite amie de Dylan, Suze Rotolo ; et Richard Fariña (considéré comme un leader du courant de la contreculture dans les années 1960). Une autre possibilité est que Positively 4th Street (comme Like a Rolling Stone) visait en fait Edie Sedgwick et son travail avec Andy Warhol, bien que cela semble peu probable étant donné que Dylan enregistra cette chanson avant que son histoire avec Sedgwick tourne court.
Dans le livre Dylan - Visions, Portraits, and Back Pages, rédigé par les rédacteurs du magazine britannique Mojo, il est suggéré que Positively 4th Street, comme d'autres œuvres de Dylan de cette époque, lui aurait été inspiré par ses expériences d'alors avec le LSD.  Le livre suppose que Dylan aurait pensé que « le LSD, ce n'est pas pour les gens sympas: c'est pour les gens méchants, agressifs, qui veulent prendre leur revanche ».  Cette hypothèse est étayée par le ton agressif et moqueur de nombreuses chansons des albums Bringing It All Back Home et Highway 61 Revisited, ainisi que par les sonorités électriques puissantes et dures.
David Hajdu intitula son livre, paru en 2002, Positively 4th Street: The Lives and Times of Joan Baez, Bob Dylan, Mimi Baez Farina and Richard Farina.

## Reprises
Johnny Rivers fut probablement le premier à reprendre cette chanson, l'insérant en chanson finale dans son album Realization en 1968. Dylan écrivit dans son best-seller Chroniques, Volume 1 qu'il préférait la version de Johnny Rivers de "Positively 4th Street" à la sienne. Positively 4th Street fut également interprétée par The Beatles durant les sessions d'enregistrement de Let It Be, mais cette version ne fut jamais officiellement éditée.
En 1970, The Byrds inclurent une version de ce titre dans leur concert, enregistré au Felt Forum, sur leur album (Untitled). Le Jerry García Band a également interprété cette chanson durant leurs concerts et leurs enregistrements en public sur leur album-compilation The Very Best of Jerry Garcia. Le groupe de punk X édita une version de Positively 4th Street sur leur single 4th of July en 1987. ANTiSEEN joue ce titre sur leur LP de 1989 Noise for the Sake of Noise.
D'autres artistes ont également repris cette chanson, notamment Lucinda Williams, sur son album live In Their Own Words, Vol. 1, Charly García sur son album Estaba en llamas Cuando me Acosté paru en 1995, les Stereophonics sur leur EP de 1999, Pick a Part That's New, les Violent Femmes sur leur album de 2000, Freak Magnet, et Simply Red sur leur album de 2003, Home,.
Larry Norman édita une version de Positively 4th Street (avec quelques paroles légèrement modifiées) sur son album de 2003 Rock, Scissors et Papier, et Bryan Ferry interpréta ce titre sur son album de 2007, Dylanesque. Un enregistrement de cette chanson apparaît sur l'album de Steve Wynn paru en 2009, Steve Sings Bob.

## Source
- (en) Cet article est partiellement ou en totalité issu de l’article de Wikipédia en anglais intitulé « Positively 4th Street » (voir la liste des auteurs).